# Parteizeitung
Eine Parteizeitung (auch: Parteizeitschrift oder uneindeutig Parteiorgan) wird in der Regel jeweils von einer bestimmten politischen Partei herausgegeben. Oft beziehen die Mitglieder einer Partei diese Zeitung automatisch, sodass sie in die Kategorie der Mitgliederzeitschriften fallen. Größere Parteizeitungen sind auch im Zeitungshandel erhältlich. Zeitungen, die Parteien gehören, die aber nicht als Sprachrohr dieser Parteien genutzt werden, werden allgemein nicht als Parteizeitungen bezeichnet. Daher gelten die zahlreichen sozialdemokratischen Zeitungen, bei denen eine Beteiligung der SPD vorliegt, nicht als Parteizeitungen.

## Gestaltung
Eine Parteizeitung berichtet im Wesentlichen über die aktuelle Situation der jeweilig herausgebenden oder auch ideologisch nahestehenden Partei. Sie informiert auch über parteiinterne Vorgänge. Kommentare und Meinungsartikel können zur Meinungsbildung in der Partei – zum Beispiel vor Abstimmungen oder Wahlkämpfen – beitragen; sie geben einen Eindruck vom Meinungsspektrum. Zuweilen wird eine Parteizeitung auch als Parteiorgan bezeichnet. Dies benennt eine Aufgabe einer Parteizeitung, nämlich, Mitteilungen oder Stellungnahmen von Parteiorganen zu veröffentlichen.

## Geschichte
Die Entwicklung der Parteipresse im 19. Jahrhundert steht in Wechselbeziehung zur Entwicklung moderner Massenparteien. Von 1920 bis 1945 diente der Völkische Beobachter als Parteizeitung der NSDAP.
Nach dem Zweiten Weltkrieg bedurfte die Herausgabe einer Zeitung in Deutschland der Lizenz der jeweiligen Besatzungsbehörde. In der sowjetischen Besatzungszone (SBZ) wurden vor allem parteinahe Zeitungen zugelassen. Einige genehmigte überparteiliche Blätter (z. B. die Abendpost in Erfurt oder die Tagespost in Potsdam) wurden bis spätestens Anfang der 1950er Jahre wieder eingestellt.
In den drei Westzonen wurden überparteiliche Zeitungen zugelassen. Die US-Militärregierung lehnte Parteizeitungen z. B. in Baden-Württemberg bis zum 1. Juni 1949 ab.
Mit der Entideologisierung nach der Besatzungszeit in Westdeutschland wurde die Situation zahlreicher Parteizeitungen schwieriger, und es kam aus ökonomischen Gründen zu zahlreichen Einstellungen.